# Петров, Семён Владимирович
Семён Владимирович Петров (7 мая 1927 — 8 октября 2003) — передовик советского машиностроения, наладчик Алтайского тракторного завода имени М. И. Калинина Министерства тракторного и сельскохозяйственного машиностроения СССР, город Рубцовск, Герой Социалистического Труда (1966).

## Биография
Родился в 1927 году в селе Воробьёво, ныне Шипуновского района, Алтайского края в крестьянской семье.
В 1942 году завершил обучение в Рубцовском ремесленном училище, стал трудиться кузнецом-штамповщиком в кузнечном цехе Алтайского тракторного завода. Вскоре начал работать самостоятельно. В 1948 году бригада Петрова перевыполнила все указанные задания и тем самым подтолкнула весь коллектив завода к стахановскому движению. Победителем социалистического соревнования среди кузнецов вышел Петров Семён Владимирович.  
Указом Президиума Верховного Совета СССР от 5 августа 1966 года за достижение высоких показателей в производстве и успехи в промышленности Семёну Владимировичу Петрову присвоено звание Героя Социалистического Труда с вручением ордена Ленина и медали «Серп и Молот».
Был рационализатором и автором многих предложений, отличный наставник для молодёжи. Член КПСС с 1963 года. Неоднократно избирался депутатом Алтайского краевого совета. В 1987 году вышел на заслуженный отдых.
Проживал в городе Рубцовске Алтайского края. Умер 8 октября 2003 года.

## Награды
За трудовые успехи был удостоен:
- золотая звезда «Серп и Молот» (05.08.1966)
- орден Ленина (05.08.1966)
- Орден Октябрьской Революции (05.04.1971)
- Медаль "За трудовое отличие" (11.01.1957)
- другие медали.

Почётный гражданин города Рубцовска. 